# آمی، ایباراکی
آمی، ایباراکی (به لاتین: Ami, Ibaraki) یک منطقهٔ مسکونی در ژاپن است که در استان ایباراکی واقع شده‌است. آمی ۷۱٫۴۰ کیلومترمربع مساحت و ۴۸٬۰۱۹ نفر جمعیت دارد.